# Alejandra Urrutia
Alejandra Urrutia (Concepción, 2 de octubre de 1975) es una violinista y directora de orquesta chilena. Es la primera mujer en ocupar el cargo de dirección de la Orquesta de Cámara del Teatro Municipal de Santiago.

## Biografía
Nacida en Concepción, Chile, ha estudiado con maestros como Robert Spano y Hugh Wolff en la American Academy of Conducting at Aspen, además de participar en cursos con los maestros Marin Alsop, Kenneth Kiesler, Gustav Meier, Hans Graf, Larry Radcleff y Murry Sidlin. Ha trabajado internacionalmente como directora, violinista y educadora con formación académica en la Universidad de Míchigan en Estados Unidos.  
Actualmente es la Directora Titular de la Orquesta de Cámara del Municipal de Santiago - Ópera Nacional de Chile. Fue directora titular de la Orquesta de Cámara de Chile y anteriormente directora titular de la Orquesta Sinfónica Provincial de Santa Fe, Argentina, por tres años. Es, además, la Directora Artística y Musical del Festival & Academia Internacional de Música Portillo y del Gran Concierto por la Hermandad, y directora residente de la Orquesta de las Américas.
Desde el 2017 ha sido directora asistente del maestro Iván Fischer junto a la Budapest Festival Orchestra y la Konzerthaus Orchestra en Berlín.

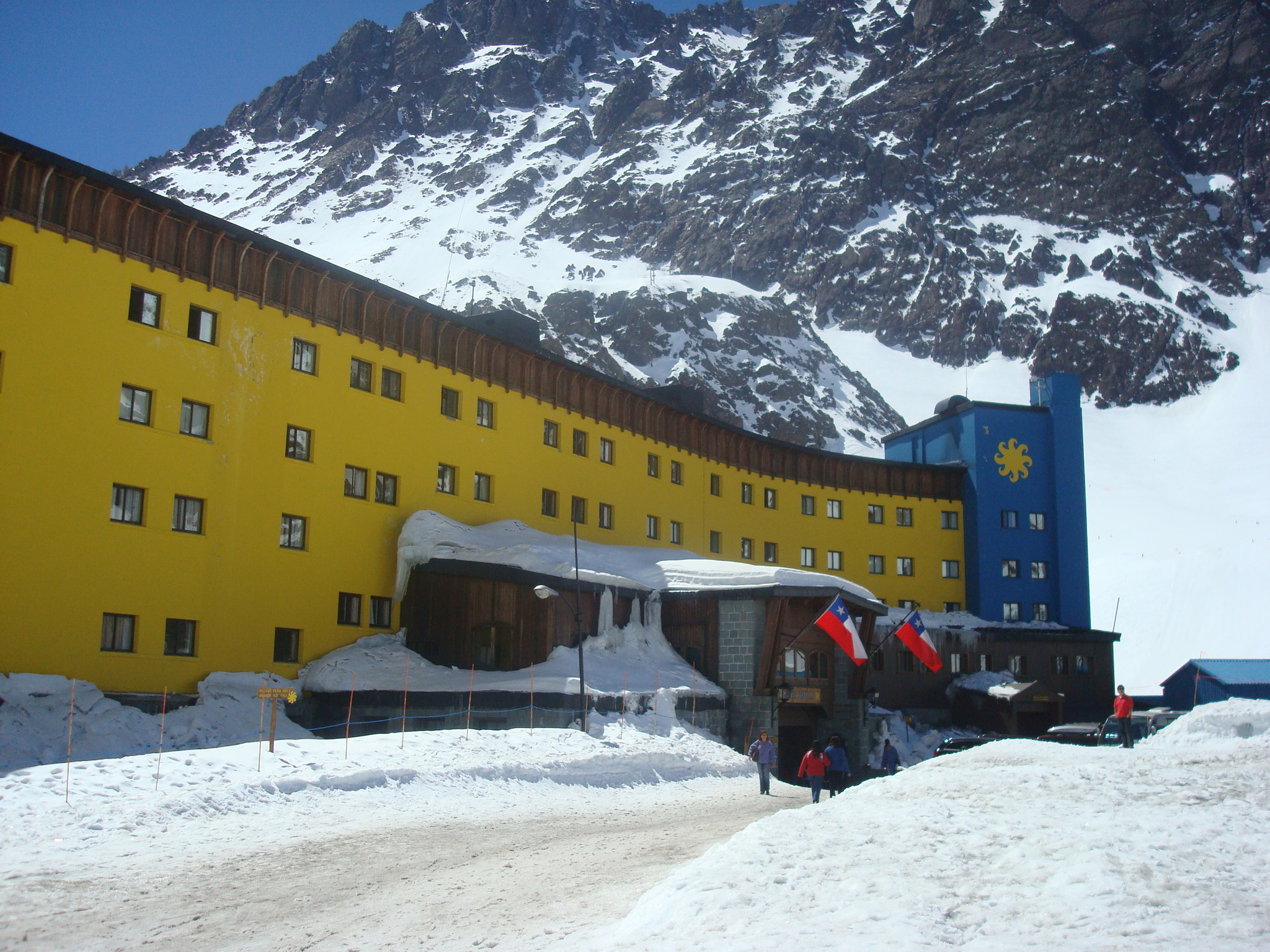
Hotel Ski Portillo

#### Festival  Academia Internacional de Música Portillo
En enero de 2019, Alejandra lanzó uno de los proyectos más innovadores en Chile, el Festival & Academia Internacional de Música Portillo, del cual es directora artística y musical. Esta instancia de formación para jóvenes músicos en la majestuosa Cordillera de los Andes se concentra en el aprendizaje del repertorio de música de cámara con maestros internacionales, además de incluir clases de liderazgo, coaching y hatha yoga para ayudar a la formación integral de los grandes talentos de Latinoamérica.  

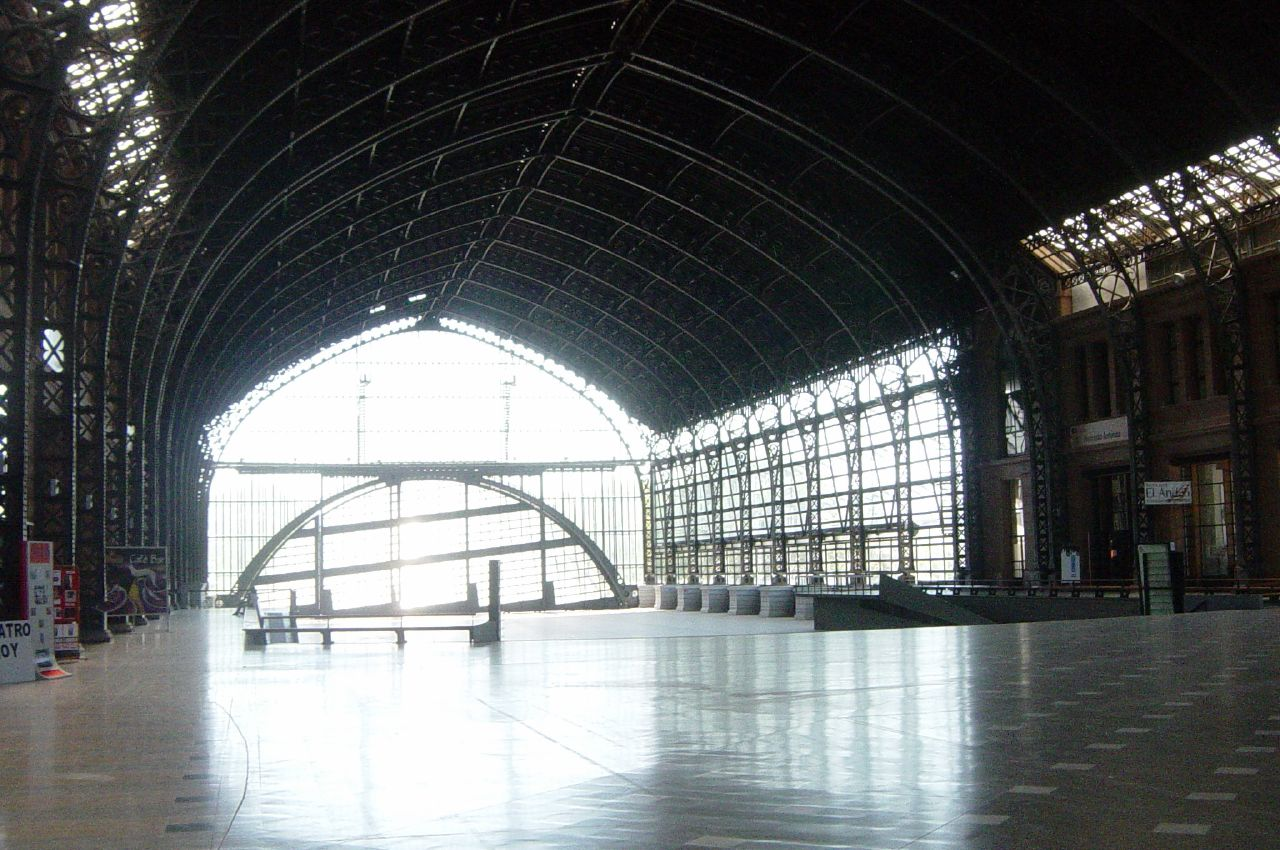
Centro Cultural Estación Mapocho, Lugar donde se realizaron los conciertos

#### Gran Concierto por la Hermandad
Como creadora y directora general del Gran Concierto por la Hermandad, Alejandra reúne anualmente a más de 150 músicos instrumentistas y un coro ciudadano de más de 200 personas convocadas por el lema “La música como territorio común”, en un hermoso proyecto nacido como mensaje de unidad con nuestros hermanos inmigrantes residentes en Chile. Este enero 2020, luego de dirigir la Segunda Sinfonía “Resurrección” de Gustav Mahler en el Concierto por la Hermandad, Alejandra fue premiada con el Galardón Mahler 2020, otorgado por la Sociedad Mahler de México.

#### Su trabajo con múltiples orquestas
A lo largo de su carrera artística, ha trabajado con orquestas en Europa, Norteamérica y Latinoamérica, entre las que se cuentan: Ensamble Orchestral du Paris en Francia; Orquesta del National Arts Centre en Canadá; Cabrillo Festival of Contemporary Music Orchestra, New York Chamber Players y Orquesta de la American Academy of Conducting de Aspen en Estados Unidos; Orquesta Filarmónica de Buenos Aires, Orquesta de la Academia Orquestal del Teatro Colón, Orquesta Filarmónica de Mendoza (con el pianista Bruno Gelber) y las Orquestas Sinfónicas Provinciales de Rosario, Bahía Blanca y Córdoba en Argentina; Orquesta Sinfónica Nacional de la UFF en Niteroi, Brasil, y la Orquesta Filarmónica de Montevideo y la Orquesta Sinfónica del Sodre en Uruguay. En Chile ha trabajado con las principales orquesta del país, entre ellas: Orquesta Sinfónica Nacional de Chile (con quienes realizó en 2014 el primer concierto en Isla de Pascua, junto a la pianista Mahani Teave, y además fue directora invitada en la temporada de verano de 2015 en las Semanas Musicales de Frutillar), Orquesta Sinfónica Universidad de Concepción, Orquesta de Cámara de la Universidad Católica de Chile, Orquesta de Cámara de Valdivia, Orquesta Sinfónica Universidad de La Serena, Orquesta Clásica de la Universidad de Santiago, Orquesta Filarmónica de los Ríos y Orquesta Regional del Maule.

#### Partícipe en diversas grabaciones
En 2016, el violinista Dorian Lamotte y Emmanuele Thery del sello belga Le Chant de Linos invitaron a Alejandra a explorar y grabar juntos música de compositores latinoamericanos.  En enero del 2017, junto a la Orquesta de Cámara de Chile, grabaron Danza d’Amore, Primavera, Tempo di Gavotta y Romanza sin palabras del maestro Enrique Soro; Momento Andino del maestro Vicente Bianchi; Orogenika II para violín y orquesta del maestro Santiago Vera-Rivera, y Camino al Norte (suite para violín y orquesta) del maestro Esteban D’Antona. En febrero de 2013, grabó un disco para CRS Artists junto a los New York Chamber Players con obras de compositores norteamericanos, entre ellas, la Fanfarria de Variaciones para Orquesta de Cámara de John Schlenck, Tres Estudios para Clarinete y Orquesta de John Russo y Tres Variaciones sobre un Tema de Michael Levy para Piano y Orquesta de Giacomo Francis. En noviembre de 2012, trabajó con la compositora estadounidense Gabriela Lena Frank en el estreno la Suite Compadre Huashayo, una obra clásica que incluye las raíces de la música andina, presentada en esta oportunidad junto a la Orquesta de Instrumentos Andinos de Quito, agrupación única en el mundo. Un documental de esta obra ha sido editado para el canal de televisión estadounidense PBS.  El mismo año grabó el disco “Dos Conciertos Latinoamericanos” junto al guitarrista chileno Carlos Pérez y la Orquesta Clásica de la Universidad de Santiago de Chile, con obras de Leo Brouwer y Antonio Lauro.

## Reconocimientos
El 2020 la Sociedad Mahler de México la premió con el Galardón Mahler, el cual ha sido concedido a Sir Simon Rattle, Bernard Haitink y Gustavo Dudamel, entre otros.
Durante este año 2021 obtuvo el “Special Prize” en el Only Stage International Conducting Competition (Reino Unido), el cual consiste en seis meses de apoyo y consulting con su carrera internacional y fue elegida finalista del concurso Lanyi Conducting Competition 2021 (Serbia). También debutará con la Orquesta Sinfónica Biel Solothurn en Suiza en diciembre de este año. 